# Переяславский, Сергей Иванович
Сергей Иванович Переяславский (1915, село Маломихайловка, теперь Покровского района Днепропетровской области — 24 февраля 2006, город Киев) — украинский советский деятель, новатор сельскохозяйственного производства, председатель колхоза «Красный Октябрь» («Родина») Днепропетровского района Днепропетровской области, председатель Днепропетровского райисполкома. Депутат Верховного Совета УССР 6-го созыва. Герой Социалистического Труда (26.02.1958).

## Биография
Родился в крестьянской семье.
С июня 1941 года — в Красной армии, участник Великой Отечественной войны. До августа 1942 года служил адъютантом старшим батальона 591-го стрелкового полка 176-й стрелковой дивизии Южного фронта. С марта 1944 по май 1945 года служил помощником начальника штаба по оперативной работе 332-го стрелкового полка 241-й стрелковой дивизии 38-й армии 4-го Украинского фронта.
После демобилизации получил юридическое образование.
Член КПСС.
До 1955 года работал прокурором в Днепропетровском и Васильковском районах Днепропетровской области.
В июне 1955—1959 годах — председатель колхоза «Красный Октябрь» пгт Подгородное Днепропетровского района Днепропетровской области.
В 1959—1965 годах — председатель укрупненного колхоза «Родина» пгт Подгородное Днепропетровского (некоторое время — Новомосковского района Днепропетровской области.
В 1965—1967 годах — председатель совхоза[уточнить] «Подгородный» пгт Подгородное Днепропетровского района Днепропетровской области.
С октября 1967 года — председатель исполнительного комитета Днепропетровского районного совета депутатов трудящихся Днепропетровской области.
Потом — на пенсии. Похоронен в городе Киеве.

## Звание
- Капитан

## Награды
- Герой Социалистического Труда (26.02.1958)
- орден Ленина (26.02.1958)
- орден Трудового Красного Знамени (30.04.1966)
- два ордена Отечественной войны II ст. (28.05.1945, 11.03.1985)
- орден Красной Звезды (7.02.1945)
- медаль «За трудовую доблесть» (8.04.1971)
- медали